# V336 Большой Медведицы
V336 Большой Медведицы (лат. V336 Ursae Majoris) — одиночная переменная звезда в созвездии Большой Медведицы на расстоянии приблизительно 11952 световых лет (около 3664 парсеков) от Солнца. Видимая звёздная величина звезды — от +13,72m до +12,92m.

## Характеристики
V336 Большой Медведицы — пульсирующая переменная звезда типа RR Лиры (RRAB).